# DR-Baureihe SKL 26
Der Gleiskraftwagen SKL 26 wurde vom Werk für Gleisbaumechanik der DR für Aufgaben im Gleisbau und der Streckenunterhaltung entwickelt. Er wurde sowohl für die Deutsche Reichsbahn (DR) als auch ab 1994 für deren Nachfolgeunternehmen Deutsche Bahn AG gebaut.

## Entwicklung und Technik

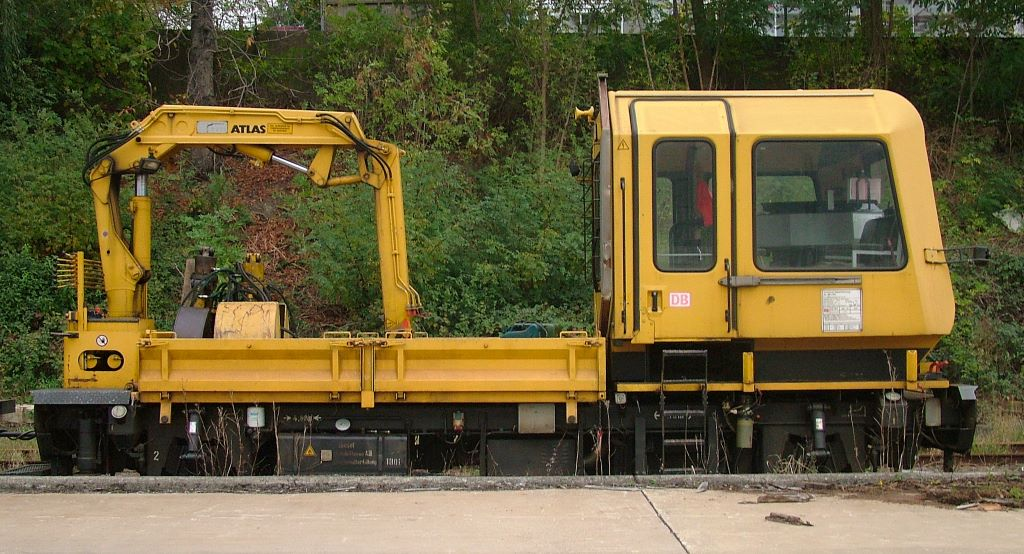
Seitenansicht des rechts abgebildeten Gleiskraftwagens

Entwicklung und Bau der ersten Fahrzeuge fallen in die Zeit zwischen der Wiedervereinigung Deutschlands und der deutschen Bahnreform, somit handelt es sich noch um ein Fahrzeug der Deutschen Reichsbahn, obwohl schon Komponenten westdeutscher Hersteller verbaut wurden.
Das Fahrzeug wurde fast komplett neu konstruiert und hat nur geringe Ähnlichkeiten mit seiner Vorgängerbauart SKL 25. Die auffälligste Neuerung gegenüber seinem Vorgänger ist das neu entwickelte Führerhaus, das neben technischen Neuerungen ein deutlich moderneres Aussehen, größere Fensterflächen und Schiebetüren statt der zuvor verwendeten Klapptüren aufweist. Durch die Wiedervereinigung war es der DR nun auch möglich, Motoren, Getriebe und Ladekräne von Herstellern zu beziehen, die nicht in der DDR vertreten waren. So wurden neben Atlas-Kränen Motoren von MAN und Deutz eingebaut, die im SKL 26 verbauten Getriebe stammen von ZF und Clark. Im Gegensatz zum SKL 25 wurde keine Variante ohne Ladekran mehr angeboten. Über der frontseitigen Kupplung befindet sich eine Halterung für eine Kuppelstange zum Bewegen von Fahrzeugen mit regulärer Schraubenkupplung.
Die Höchstgeschwindigkeit beträgt 80 km/h und damit deutlich mehr als bei der Vorgängerbauart. Diese Anhebung war nötig, da die regulären Zuggeschwindigkeiten ebenfalls angestiegen waren und die älteren SKL somit eine Behinderung auf regulär befahrenen Strecken darstellten.
Die möglichen Kombinationen aus Motor und Getriebe führten zu vier Bauarten des SKL 26, die durch die Betriebsnummer unterschieden werden: Die Bauartnummer 26 bezeichnet Fahrzeuge mit Deutz-Motoren, die Bauartnummer 29 diejenigen mit MAN-Motoren. Die anschließende Ziffer unterscheidet zwischen den Getrieben der Firmen ZF (26.1 bzw. 29.1) und Clark (26.2 bzw. 29.2). Trotz dieser Unterscheidungen ist die laufende Nummer der Fahrzeuge eindeutig.
Zum SKL 26 wurde ein Anhänger mit der Bezeichnung H 26 entwickelt, der den bereits zum SKL 24 entwickelten GKW-A in der Produktion ablöste. Ab 1992 stellte das Werk für Gleisbaumechanik hiervon über 30 Exemplare her.
Im Jahr 1994 wurde mit dem GAF 100 die Nachfolgebauart vorgestellt, die großteils auf dem SKL 26 basiert. Die Produktion des SKL 26 wurde daraufhin im folgenden Jahr eingestellt.

## Einsatz

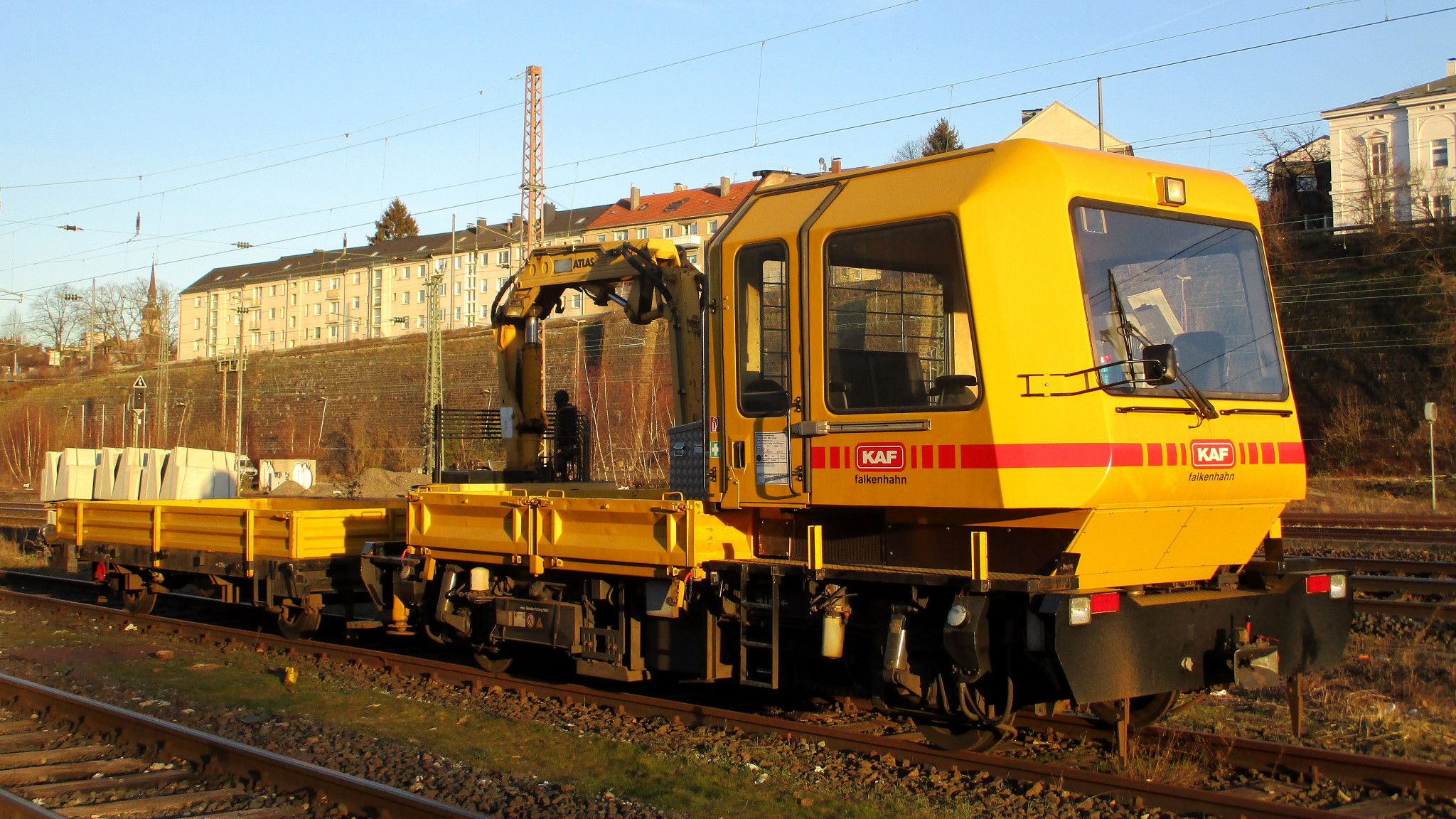
Ein SKL 26 des Bahnbau-Unternehmens KAF Falkenhahn

Neben dem Einsatz im Gleisbau und der Unterhaltung des regulären Streckennetzes wurden einige Fahrzeuge auch für besondere Aufgaben verwendet. So ersetzte der SKL 29.1.046 ein SKL 24 als Rettungs- und Kontrollfahrzeug für den Brandleitetunnel. Das Fahrzeug mit der Nummer 29.2.032 wird auf der Oberweißbacher Bergbahn als Arbeitsfahrzeug eingesetzt, das Fahrzeug wird dabei auch auf der Standseilbahn (von einer ursprünglich für den Transport von Güterwagen konstruierten Bühne aus) eingesetzt.
Zahlreiche Fahrzeuge kamen Mitte der 2010er Jahre noch bei der Deutschen Bahn zum Einsatz, einige wurden mittlerweile an private Eisenbahnunternehmen verkauft.
Die Firma BMB Bremer Maschinenbau GmbH stattet seit 2021 in Zusammenarbeit mit der Baufirma Hans Strube aufgearbeitete SKL 26 mit Schienenfräseinrichtungen aus und vermarktet diese unter der Bezeichnung „SKL-F“.